# Бакчарский район
Бакча́рский район — административно-территориальная единица (район) и муниципальное образование (муниципальный район) на юге Томской области России.
Административный центр района — село Бакчар, расположено в 220 км от Томска, на берегу реки Галка (приток реки Бакчар).

## География
Бакчарский район приравнен к районам Крайнего Севера.
Площадь, покрытая лесами, составляет 2079,4 тыс. га. Лесные земли лесхоза занимают площадь, равную 67,1 % площади района, из них 66,2 % покрыто лесами.
В районе находится центр самого большого в мире Васюганского болота.
На территории района в верховьях рек Андарма и Парбиг находится полигон, предназначенный для падения вторых ступеней космических ракет, стартовавших с Байконура.

## История
Район образован в ноябре 1935 года в составе Нарымского округа Западно-Сибирского края. 28 сентября 1937 года Западно-Сибирский край был расформирован, и Нарымский округ вошёл в состав новообразованной Новосибирской области. 13 августа 1944 года Нарымский округ был упразднён, а район вошёл в состав новообразованной Томской области.
8 февраля 1963 года в состав района были включены земли расформированного Парбигского района.

## Население
| 2002    | 2007    | 2008    | 2009    | 2010    | 2011    |
| ------- | ------- | ------- | ------- | ------- | ------- |
| 15 963  | ↘14 400 | ↘14 200 | ↘13 947 | ↘13 419 | ↘13 409 |
| 2012    | 2013    | 2014    | 2015    | 2016    | 2017    |
| ↘13 022 | ↘12 893 | ↘12 599 | ↘12 412 | ↘12 182 | ↘12 077 |
| 2018    | 2019    | 2020    | 2021    |         |         |
| ↘11 904 | ↘11 645 | ↗11 692 | ↘11 399 |         |         |

Численность населения района составляет 1.09 % от населения области.

## Муниципально-территориальное устройство
В муниципальный район входят 6 муниципальных образований со статусом сельских поселений.
| № | Муниципальное образование         | Административный центр | Количество населённых пунктов | Население (чел.) | Площадь (км²) |
| - | --------------------------------- | ---------------------- | ----------------------------- | ---------------- | ------------- |
| 1 | Бакчарское сельское поселение     | село Бакчар            | 4                             | ↗7001            |               |
| 2 | Вавиловское сельское поселение    | деревня Вавиловка      | 3                             | ↘595             |               |
| 3 | Высокоярское сельское поселение   | село Высокий Яр        | 6                             | ↘1018            |               |
| 4 | Парбигское сельское поселение     | село Парбиг            | 6                             | ↘1606            |               |
| 5 | Плотниковское сельское поселение  | посёлок Плотниково     | 2                             | ↗686             |               |
| 6 | Поротниковское сельское поселение | село Поротниково       | 3                             | ↘493             |               |

### Населённые пункты
В Бакчарском районе 23 населённых пункта.
| №  | Населённый пункт | Тип     | Население | Муниципальное образование         |
| -- | ---------------- | ------- | --------- | --------------------------------- |
| 1  | Бакчар           | село    | ↗6265     | Бакчарское сельское поселение     |
| 2  | Богатырёвка      | село    | ↘182      | Высокоярское сельское поселение   |
| 3  | Большая Галка    | село    | ↘485      | Бакчарское сельское поселение     |
| 4  | Бородинск        | село    | ↘21       | Плотниковское сельское поселение  |
| 5  | Вавиловка        | деревня | ↘498      | Вавиловское сельское поселение    |
| 6  | Высокий Яр       | село    | ↘470      | Высокоярское сельское поселение   |
| 7  | Кедровка         | посёлок | ↘18       | Парбигское сельское поселение     |
| 8  | Кёнга            | село    | ↘34       | Парбигское сельское поселение     |
| 9  | Крыловка         | деревня | ↘107      | Высокоярское сельское поселение   |
| 10 | Новая Бурка      | село    | ↘96       | Парбигское сельское поселение     |
| 11 | Панычево         | деревня | ↘98       | Высокоярское сельское поселение   |
| 12 | Парбиг           | село    | ↘1453     | Парбигское сельское поселение     |
| 13 | Первомайск       | деревня | ↘43       | Бакчарское сельское поселение     |
| 14 | Плотниково       | посёлок | ↗665      | Плотниковское сельское поселение  |
| 15 | Подольск         | село    | ↘13       | Вавиловское сельское поселение    |
| 16 | Полынянка        | деревня | ↘29       | Поротниковское сельское поселение |
| 17 | Поротниково      | село    | ↘352      | Поротниковское сельское поселение |
| 18 | Пчёлка           | деревня | ↘87       | Высокоярское сельское поселение   |
| 19 | Средняя Моховая  | посёлок | ↘5        | Парбигское сельское поселение     |
| 20 | Сухое            | деревня | ↘84       | Вавиловское сельское поселение    |
| 21 | Хуторское        | деревня | ↘74       | Высокоярское сельское поселение   |
| 22 | Чернышевка       | село    | ↘208      | Бакчарское сельское поселение     |
| 23 | Чумакаевка       | деревня | ↘112      | Поротниковское сельское поселение |

| № | Населённый пункт      | Тип     | Год упразднения |
| - | --------------------- | ------- | --------------- |
| 1 | Андарма               | деревня | 2004            |
| 2 | Весёлый               | поселок | 2004            |
| 3 | Гребенщиково          | поселок | 2004            |
| 4 | Гринвальд (Рот-Фронт) | поселок | 1950-е          |
| 5 | Луговой               | поселок | 1950-е          |
| 6 | Светлозелёное         | деревня | 2004            |
| 7 | Хохловка              | посёлок | 2024            |
| 8 | Центральный           | посёлок | 2004            |

## Экономика
Ведущие отрасли производства: сельское хозяйство (намолачивается до 40 тыс. тонн зерна) в том числе садоводство (Бакчарский опорный пункт северного садоводства), лесная и пищевая промышленность.
Имеются месторождения:
- Бакчарское железорудное месторождение,
- Парбигское месторождение железистой, оолинитовой руды и железистых песчаников,
- Малое Бакчарское месторождение суглинков,
- Бакчарское месторождение подземных вод.

Ежегодно на территории района добывается от 0,4 до 1,3 млн м³ артезианской воды.